# Undaria
Genre
Undaria est un genre d'algues brunes de la famille des Alariaceae.

## Liste des espèces
Selon AlgaeBase (27 mai 2025) :
- Undaria crenata Y.-P.Lee & J.T.Yoon, 1998
- Undaria distans Miyabe & Okamura, 1902
- Undaria pinnatifida (Harvey) Suringar, 1873 (espèce type)

## Systématique
Le nom valide complet (avec auteur) de ce taxon est Undaria Suringar, 1873.
Ce taxon porte en français le nom vernaculaire ou normalisé suivant : Wakamé.
Undaria a pour synonyme :
- Ulopteryx Kjellman, 1885

## Publications originales
Suringar, W.F.R. (1873). Illustrations des algues du Japon. Musée Botanique de Leide 1: 77-90, pls 26-33.